# Multivisione
La multivisione è una forma recente di espressione artistica che abbina fotografia e musica per formare delle presentazioni di immagini molto suggestive, proiettabili su schermi di piccole o grandi dimensioni, fino a coprire facciate di palazzi, piazze e spazi aperti o chiusi di qualsiasi genere. 

## Storia
Nata alla fine degli anni ottanta, la multivisione impiegava in origine dei proiettori di diapositive che venivano posti uno sopra l'altro per dirigere le immagini verso un unico schermo, in modo da creare un effetto di dissolvenza incrociata. La tecnica si è presto raffinata con l'utilizzo di centraline computerizzate e con l'introduzione di proiettori dalle caratteristiche tecniche più sofisticate. L'evoluzione della tecnologia digitale e dei personal computer ha dato un ulteriore impulso all'evoluzione di questa tecnica artistica: le diapositive sono state sostituite da CD; le dissolvenze sono montate con software particolari; le sequenze di immagini sono collegate a tracce musicali in sincronia; la proiezione avviene tramite un portatile collegato a un videoproiettore e ad un impianto audio.